# Луїс Гузман
Луїс Гусман (ісп. Luis Guzmán, нар. 28 серпня 1956 року — пуерто-ріканський актор. Здобув популярність завдяки роботі на характерних ролях напарника, головоріза і поліцейського, проте в пізньому періоді він просувається і на головні ролі. Він також відомий співпрацею з режисерами Стівеном Содербергом («Поза полем зору», «Англієць», «Трафік») та Полом Томасом Андерсоном («Ночі в стилі бугі», «Магнолія» і «Любов, що збиває з ніг»). Також озвучував Рікардо Діаса в «Grand Theft Auto: Vice City» і «Grand Theft Auto: Vice City Stories ».

## Біографія
Гусман народився в Каєй (Пуерто-Рико), і виріс в Нью-Йоркському районі Гринвіч-Вілледж. Його мати Роса була лікарняним працівником, вітчим — Бенхамін Кардона — ремонтником телевізорів. Випускник Міського коледжу Нью-Йорка, він починав свою кар'єру не як актор, а соціальним працівником; пізніше він засвітився як актор і почав брати активну участь в вуличному театрі і в незалежному кіно. Живе зі своєю дружиною Анхеліто Галарса-Гусман, дочкою і ще чотирма прийомними дітьми в Саттон, штат Вермонт, де володіє власним ранчо (англ. Wild Orchid Stables).

## Фільмографія
| Рік       |    | Українська назва                                     | Оригінальна назва                               | Роль                       |
| --------- | -- | ---------------------------------------------------- | ----------------------------------------------- | -------------------------- |
| 1977      | ф  | Короткозорість                                       | Short Eyes                                      | ув'язнений                 |
| 1985      | с  | Поліція Маямі                                        | Miami Vice                                      | Мігель Ревільес            |
| 1987      | ф  | Биття серця                                          | Heartbeat                                       | бандит №2                  |
| 1987      | ф  | No Picnic                                            | No Picnic                                       | Арройо                     |
| 1987      | ф  | Батарейки не додаються                               | * batteries not included                        | (в титрах не вказаний)     |
| 1988      | ф  | Крокодил Данді 2                                     | Crocodile Dundee 2                              | Хосе                       |
| 1989      | ф  | Дахи                                                 | Rooftops                                        | Мартінес                   |
| 1989      | ф  | Чорний дощ                                           | Black Rain                                      | Френкі                     |
| 1990      | ф  | Запитання та відповіді                               | Q & A                                           | детектив Валентин          |
| 1991      | ф  | Напролом                                             | The Hard Way                                    | детектив Бенні Пул         |
| 1991      | ф  | МакБейн                                              | McBain                                          | Папо                       |
| 1991      | с  | Закон і порядок                                      | Law & Order                                     | Кухар                      |
| 1992      | ф  | Вокер, техаський рейнджер                            | Walker, Texas Ranger                            | Гомес                      |
| 1992      | ф  | Невинна кров                                         | Innocent Blood                                  | детектив Моралес           |
| 1993      | с  | Фрейзер                                              | Frasier                                         | службовець парковки        |
| 1993      | с  | Поліція Нью-Йорка                                    | NYPD Blue                                       | батько офіцера Мартінеса   |
| 1993      | ф  | Шлях Карліто                                         | Carlito's Way                                   | пачанга                    |
| 1994      | ф  | У ковбоїв так прийнято                               | The Cowboy Way                                  | Чанго                      |
| 1994      | с  | Морські пригоди                                      | seaQuest DSV                                    | генерал Гусман             |
| 1995      | с  | Будинок з жучками                                    | House of Buggin                                 |                            |
| 1995      | ф  | Стоунволл                                            | Stonewall                                       | Віто                       |
| 1996      | ф  | Заміна                                               | The Substitute                                  | Рем                        |
| 1997      | ф  | Ночі в стилі бугі                                    | Boogie Nights                                   | Моріс ТТ Родрігес          |
| 1997—2003 | с  | В'язниця Оз                                          | Oz                                              | Рауль «Малюк» Ернандес     |
| 1998      | ф  | Поза полем зору                                      | Out of Sight                                    | Чіно                       |
| 1999      | ф  | Англієць                                             | The Limey                                       | Едуардо Роел               |
| 1999      | ф  | Влада страху                                         | The Bone Collector                              | Едді Ортіс                 |
| 1999      | ф  | Магнолія                                             | Magnolia                                        | Луїс                       |
| 2000      | ф  | Трафік                                               | Traffic                                         | Рей Кастро                 |
| 2001      | ф  | Шкереберть                                           | Double Whammy                                   | Хуан Бенітес               |
| 2002      | ф  | Граф Монте-Крісто                                    | The Count of Monte Cristo                       | Джакопо                    |
| 2002      | ф  | Море Солтона                                         | The Salton Sea                                  | Квінсі                     |
| 2002      | ф  | Кохання, що збиває з ніг                             | Punch-Drunk Love                                | Ланс                       |
| 2002      | ф  | Пригоди Плуто Неша                                   | The Adventures of Pluto Nash                    | Фелікс Ларанга             |
| 2002      | ф  | Ласкаво просимо до Коллінвуду                        | Welcome to Collinwood                           | Косимо                     |
| 2002      | вг | Grand Theft Auto: Vice City                          | Grand Theft Auto: Vice City                     | Рікардо Діас               |
| 2003      | ф  | Управління гнівом                                    | Anger Management                                | Лу                         |
| 2003      | ф  | Афера                                                | Confidence                                      | офіцер Омар Мансано        |
| 2003      | ф  | Тупий і ще тупіший тупого: Коли Гаррі зустрів Ллойда | Dumb and Dumberer: When Harry Met Lloyd         | Рей                        |
| 2003      | ф  | Вердикт за гроші                                     | Runaway Jury                                    | Джеррі Ернандес            |
| 2004      | ф  | Лемоні Снікет: 33 нещастя                            | Lemony Snicket's A Series of Unfortunate Events | лисий чоловік              |
| 2005      | ф  | Шлях Карліто 2: Сходження до влади                   | Carlito's Way: Rise to Power                    | Начо                       |
| 2005      | ф  | Велика жратва                                        | Waiting ...                                     | Раддімус                   |
| 2005      | ф  | Мрійник                                              | Dreamer                                         | Белон                      |
| 2006      | ф  | Нація фастфуду                                       | Fast Food Nation                                | Бенні                      |
| 2006      | ф  | Школа негідників                                     | School for Scoundrels                           | сержант Мурхед             |
| 2006      | ф  | Важкий випадок                                       | Hard Luck                                       | Million Dollar Mendez      |
| 2006      | вг | Grand Theft Auto: Vice City Stories                  | Grand Theft Auto: Vice City Stories             | Рікардо Діас               |
| 2007      | с  | Джон з Цинциннаті                                    | John from Cincinnati                            | Рамон Гавіота              |
| 2007      | ф  | Війна                                                | War                                             | Бенні                      |
| 2007      | ф  | Чистильник                                           | Cleaner                                         | детектив Уоллес            |
| 2007      | ф  | Maldeamores                                          | Maldeamores                                     | Ісмаель                    |
| 2008      | ф  | Крихітка з Беверлі-Хіллз                             | Beverly Hills Chihuahua                         | Чучо                       |
| 2008      | ф  | Зі святами ніщо не зрівняється                       | Nothing Like the Holidays                       | Джонні                     |
| 2008      | ф  | Завжди кажи «Так»                                    | Yes Man                                         | Jumper                     |
| 2009      | ф  | Обіцяти — ще не одружитись                           | He's Just Not That Into You                     | Хав'єр                     |
| 2009      | ф  | Бій без правил                                       | Fighting                                        | Мартінес                   |
| 2009      | ф  | Велика жратва 2: В очікуванні...                     | Still Waiting ...                               | Раддімус                   |
| 2009      | ф  | Захоплення підземки 123                              | The Taking of Pelham 1 2 3                      | Рамос                      |
| 2010      | с  | Як досягти успіху в Америці                          | How to Make It in America                       | Рине                       |
| 2011      | с  |                                                      | Keeper of the Pinstripes                        |                            |
| 2011      | ф  | Артур. Ідеальний мільйонер                           | Arthur                                          | Біттерман                  |
| 2012      | с  |                                                      | A Girl and a Gun                                | Taco Tio                   |
| 2012      | ф  | Подорож 2: Таємничий острів                          | Journey 2: The Mysterious Island                | Габат, пілот вертольота    |
| 2013      | ф  | Повернення героя                                     | The Last Stand                                  | Майк Фігерола              |
| 2013      | ф  | Ми — Міллери                                         | We're the Millers                               | мексиканський поліцейський |
| 2013      | мф | Турбо                                                | We're the Millers                               | Анжело (голос)             |
| 2014      | ф  | Двоє в місті                                         | Two Men in Town                                 | Теренс                     |
| 2014      | ф  | Кривава помста                                       | In the Blood                                    | Рамон Гарса                |
| 2014      | ф  | Зовнішня схожість                                    | The Lookalike                                   | Вінсент                    |
| 2014      | ф  | Генрі і я                                            | Henry & Me                                      | Лефті Гомес                |
| 2015      | с  | Нарко                                                | Narcos                                          | Хосе Родрігес Гача         |
| 2016      | с  | Гастролери                                           | Roadies                                         | Гуч                        |
| 2016      | ф  | Все по новій                                         | The Do-Over                                     | Хорхе                      |
| 2017      | ф  | 9/11                                                 | 9/11                                            | Едді                       |
| 2018      | ф  | Жарти в сторону 2: Місія в Маямі                     | Le Flic de Belleville                           | Рікардо Гарсія             |
| 2021      | ф  | Торт зі смаком помсти                                | The Birthday Cake                               | Джоші                      |
| 2021      | ф  | Господиня маєтку                                     | Lady of the Manor                               | Воллі                      |
| 2022—2025 | с  | Венздей                                              | Wednesday                                       | Гомес Аддамс               |
| 2025      | ф  | Спустошення                                          | Havoc                                           | Рауль                      |
| 2026      | ф  | Койот проти Acme                                     | Coyote vs. Acme                                 | суддя                      |

## Нагороди та номінації
| Рік  | Нагорода                       | Категорія                               | Робота                      | Результат |
| ---- | ------------------------------ | --------------------------------------- | --------------------------- | --------- |
| 1998 | Коло кінокритиків Флориди      | Кращий акторський ансамбль              | Ночі в стилі бугі           | Перемога  |
| 1998 | Премія Гільдії кіноакторів США | Кращий акторський склад в ігровому кіно | Ночі в стилі бугі           | Номінація |
| 2000 | Коло кінокритиків Флориди      | Кращий акторський ансамбль              | Магнолія                    | Перемога  |
| 2000 | Незалежний дух                 | Краща чоловіча роль другого плану       | Англієць                    | Номінація |
| 2000 | Премія Гільдії кіноакторів США | Кращий акторський склад в ігровому кіно | Магнолія                    | Номінація |
| 2001 | Премія Гільдії кіноакторів США | Кращий акторський склад в ігровому кіно | Трафік                      | Перемога  |
| 2003 | Imagen Foundation Awards       | Краща чоловіча роль другого плану       | Любов, що збиває з ніг      | Перемога  |
| 2009 | Imagen Foundation Awards       | кращий актор                            | Maldeamores                 | Перемога  |
| 2009 | ALMA                           | кращий актор                            | Захоплення підземки 123     | Номінація |
| 2012 | NAMIC Vision Awards            | Кращий актор — Комедія                  | Як досягти успіху в Америці | Перемога  |